# Overland (train)
Pour les articles homonymes, voir Overland.
L'Overland (The Overland en anglais) est un train de voyageurs reliant Melbourne à Adélaïde, en Australie. Le train a été mis en service en 1887 sous le nom d'"Adelaide Express" et a reçu son nom actuel en 1926. Exploité maintenant par la compagnie ferroviaire privée Great Southern Railway, le train effectue trois aller-retour par semaine, voyageant principalement durant le jour. Le train relie les gares de Southern Cross Station à Melbourne et d'Adelaïde Parklands Terminal à Adélaïde parcourant 828 kilomètres entre les deux villes.

## Débuts
L'Overland a démarré sous le nom d'Intercolonial Express lorsque la partie occidentale du réseau ferré de la Victorian Railways (VR) a été prolongée jusqu'à la ligne de la South Australian Railways (SAR) au niveau de Serviceton à la frontière entre les deux états. Comme les deux lignes de chemins de fer avaient été construites suivant le même écartement de voie, un service direct a pu commencer le 19 janvier 1887, en utilisant conjointement le matériel roulant. Le train a été appelé plus tard l'Express Adelaide.
Le train roulait de nuit entre les deux villes et disposait de voitures-couchettes Mann Boudoir dès sa création. À partir de 1907, de nouveaux wagons assis et couchettes de type E avec couloir latéral type ont été introduits par la Victorian Railways. En 1928, des voitures-lits tout en acier et un wagon-restaurant ont été importés de Pullman aux États-Unis, qui furent les voitures les plus lourdes jamais utilisées en Australie.
Une voiture-restaurant a été incorporée au train entre Melbourne et Ararat de 1927 et entre Adelaide et Serviceton en 1928 mais, avec le début de la crise en 1930, ces services ont été retirés jusqu'au milieu des années 1930, et ont été finalement retirés après le déclenchement de la Seconde Guerre mondiale. La SAR a acheté des locomotives «Mountain» et «Pacific» pour tirer les trains les plus lourds en Australie-Méridionale. C'était les plus grosses locomotives en Australie à cette époque. En 1926, le train a été renommé "The Overland" et la livrée rouge intense originale a été remplacée par le vert et le jaune avec une ligne noire horizontale. La SAR a également décoré certaines de ses 500 locomotives.
En 1941, la locomotive à vapeur H 220 a été mise en service, pour tracter les Overlands mais elle n'a jamais été mise en service régulier en raison de restrictions de poids sur la ligne. [13] Pendant plus de quarante ans, la VR a utilisé ses célèbres locomotives de classe A2, généralement par paires, pour son service de traction.